# Loki (sezon 1)
Pierwszy sezon amerykańskiego serialu Loki z 2021 roku na podstawie komiksów o postaci o tym samym imieniu wydawnictwa Marvel Comics opowiada historię tytułowego bohatera, który zostaje aresztowany przez tajemniczą organizację o nazwie Agencja Ochrony Chronostruktury po kradzieży Tesseraktu w Avengers: Koniec gry i zostaje zmuszony do pomocy w schwytaniu niebezpiecznego wariantu samego siebie.
Głównym scenarzystą pierwszego sezonu i twórcą serialu był Michael Waldron, a reżyserią zajęła się Kate Herron. Tytułową rolę zagrał Tom Hiddleston, a obok niego w głównych rolach wystąpili: Sophia Di Martino, Gugu Mbatha-Raw, Wunmi Mosaku, Eugene Cordero, Sasha Lane, Jack Veal, DeObia Oparei, Tara Strong, Owen Wilson, Richard E. Grant i Jonathan Majors.
Pierwszy sezon Lokiego jest częścią franczyzy Filmowego Uniwersum Marvela; należy do IV Fazy tego uniwersum i stanowi część jej drugiego rozdziału zatytułowanego Saga Multiwersum. Zadebiutował on 9 czerwca 2021 roku w serwisie Disney+. Ostatni, szósty odcinek pojawił się 14 lipca. Wtedy też oficjalnie zapowiedziano drugi sezon serialu, który premierę miał w 2023 roku. W Polsce całość pierwszego sezonu udostępniona została 14 czerwca 2022 roku. Pierwszy sezon Lokiego otrzymał pozytywne oceny od krytyków, a ponadto wiele nagród i nominacji, w tym 6 nominacji do Nagród Emmy.

## Obsada

### Główna
- Tom Hiddleston jako Loki, adoptowany brat Thora[5]. Ta wersja Lokiego stworzyła nową linię czasową w 2012 roku w filmie Avengers: Koniec gry, przez co pominięte zostały wydarzenia istotne dla tej postaci w filmach Thor: Mroczny świat i Thor: Ragnarok[6]. Hiddleston zagrał również inny wariant swojej postaci, Prezydenta Lokiego[7].
- Sophia Di Martino jako Sylvie, żeński wariant Lokiego, która chce zagrozić głównej linii czasowej[8][9]. Cailey Fleming zagrała Sylvie jako dziecko[10].
- Gugu Mbatha-Raw jako Ravonna Renslayer, sędzia w Agencji Ochrony Chronostruktury (AOC) i były Łowca A-23[11]. Mbatha-Raw zagrała również wariant swojej postaci, Rebeccę Tourminet[12].
- Wunmi Mosaku(inne języki) jako Łowca B-15, wysoka rangą łowczyni AOC[13].
- Eugene Cordero(inne języki) jako Casey / Łowca K-5E, pracownik biurowy AOC, który później zostaje łowcą[14].
- Sasha Lane jako Łowca C-20, członek AOC, która została porwana przez Sylvie[15][16].
- Jack Veal(inne języki) jako Mały Loki, wariant Lokiego, który zabił Thora[10].
- DeObia Oparei(inne języki) jako Przemądrzały Loki, wariant Lokiego, który wyolbrzymia swoje osiągnięcia[10].
- Tara Strong jako Panna Minutka, kreskówkowa maskotka AOC jako antropomorficzny zegarek[17].
- Owen Wilson jako Mobius M. Mobius, agent AOC, który monitoruje linie czasowe i multiwersum[18].
- Richard E. Grant jako Klasyczny Loki, starszy wariant Lokiego, który sfingował swoją śmierć z rąk Thanosa i żył na odludziu do momentu, gdy poczuł się samotny[10].
- Jonathan Majors jako Ten, Który Trwa, naukowiec z XXXI wieku, który stworzył AOC, aby zapobiec wojnie multiwersum pomiędzy złymi wersjami samego siebie. Jest on jednym z wariantów Nathaniela Richardsa[2].

| Polski dubbing |
| - Marcin Bosak jako Loki - Magdalena Czerwińska jako Sylvie - Katarzyna Maciąg jako Ravonna Renslayer - Aleksandra Nowicka jako Łowca B-15 - Szymon Roszak jako Casey / Łowca K-5E - Anna Nieciąg jako Łowca C-20 - Patryk Siemek jako Mały Loki - Wojciech Żołądkowicz jako Przemądrzały Loki - Marta Dobecka jako Panna Minutka - Rafał Cieszyński jako Mobius M. Mobius - Mariusz Wojciechowski jako Klasyczny Loki - Fabian Kocięcki jako Ten, Który Trwa - Szymon Mysłakowski jako Łowca D-90 |

### Drugoplanowa
- Philip Fornah jako Sekundnik AOC[20].
- Dave MacDonald jako Sekundnik AOC[20].
- Michelle Rose jako Sekundnik AOC[20].
- Sarafina King jako Sekundnik AOC[20].
- Alvin Chon jako Sekundnik AOC[20].
- Ilan Muallem jako Sekundnik AOC[20].
- Neil Ellice jako Łowca D-90[20].

### Gościnna
- Jon Levine jako pracownik biurowy AOC[21].
- Aaron Beelner(inne języki) jako pracownik biurowy AOC[21].
- Jaimie Alexander jako Sif, asgardzka wojowniczka[10].
- Chris Hemsworth jako Throg, żabi wariant Thora[22].

## Emisja
Pierwszy sezon serialu Loki, składający się z 6 odcinków, zadebiutował 9 czerwca 2021 roku w serwisie Disney+. Wcześniej jego premierę zapowiedziano na 11 czerwca. W Polsce całość sezonu została udostępniona 14 czerwca 2022 roku, wraz z uruchomieniem serwisu.
Pierwszy sezon Lokiego wydano na nośniku Blu-ray 26 września 2023 roku w Stanach Zjednoczonych przez Walt Disney Studios Home Entertainment.

## Lista odcinków
| 1 | 1 | Glorious Purpose      | Doniosła misja              | Kate Herron | Michael Waldron             | 9 czerwca 2021  | 14 czerwca 2022 |
| Po tym, jak Loki utworzył nową linię czasową po kradzieży Tesseraktu podczas bitwy o Nowy Jork, zostaje aresztowany przez Agencję Ochrony Chronostruktury (AOC). Loki, który zostaje określony „wariantem”, staje przed sądem za zbrodnie przeciwko „Świętej Chronologii”. Jego sprawę rozstrzyga sędzia Ravonna Renslayer. Loki obwinia za sytuację Avengersów, którzy cofnęli się w czasie do 2012 roku. Renslayer informuje go, że ich działania miały się wydarzyć w przeciwieństwie do jego ucieczki. Agent Mobius M. Mobius zabiera Lokiego do Kina Czasu, by przeanalizować jego przeszłe występki. Ujawnia Lokiemu, że w swojej planowanej przyszłości nieumyślnie spowodował śmierć swojej przybranej matki Friggi. Loki próbuje uciec, ale poddaje się gdy zdaje sobie sprawę z tego, że moc AOC przewyższa moc Kamieni Nieskończoności. Wraca do Teatru Czasu i ogląda więcej przyszłych zdarzeń ze swojego życia, w tym śmierć z rąk Thanosa. Następnie zgadza się pomóc Mobiusowi w polowaniu na inny wariant Lokiego, który zabił kilku agentów AOC i ukradł ich ładunki resetujące linię czasu.                                                                                 |   |                       |                             |             |                             |                 |                 |
| 2 | 2 | The Variant           | Wariant                     | Kate Herron | Elissa Karasik              | 16 czerwca 2021 | 14 czerwca 2022 |
| Loki bierze udział w misji AOC w 1985 roku w Oshkosh w stanie Wisconsin. Tam próbuje targować się o spotkanie ze Strażnikami Czasu, którzy według AOC stworzyli ich organizację i Świętą Chronologię. Renslayer zaczyna się sprzeciwiać dalszemu zaangażowaniu Lokiego, ale Mobius przekonuje ją, by dała mu kolejną szansę. Loki analizuje dokumenty AOC i sądzi, że „wariant” ukrywa się w pobliżu apokaliptycznych wydarzeń, gdzie jego działania nie mają wpływu na oś czasu. Loki z Morbiusem sprawdzają tę możliwość odwiedzając Pompeje w 79 roku. Następnie odkrywają, że „wariant” ukrywa się podczas huraganu w Alabamie w 2050 roku. Tam wpadają w zasadzkę, podczas której oczarowuje kilkoro miejscowych i agentkę B-15. „Wariant” okazuje się być żeńską wersją Lokiego, która odrzuca jego propozycję wspólnego obalenia Strażników Czasu. Wysyła skradzione ładunki resetujące do różnych punktów Świętej Chronologii, przez co po ich aktywacji tworzą się liczne rozgałęzienia, które doprowadzają do chaosu w AOC. „Wariant” teleportuje się, a za nią podąża Loki. |   |                       |                             |             |                             |                 |                 |
| 3 | 3 | Lamentis              | Lamentis                    | Kate Herron | Bisha K. Ali                | 23 czerwca 2021 | 14 czerwca 2022 |
| Kiedy w AOC panuje chaos i agenci są rozporoszeni, w kwaterze głównej tej organizacji pojawia się „wariant” i próbuje odnaleźć Strażników Czasu. Cały czas śledzi go Loki. Obydwoje zostają zaatakowani przez Renslayer. Loki postanawia użyć TemPada i teleportuje siebie i „wariant” do 2077 roku na księżyc Lamentis-1, który ma zostać niebawem zmiażdżony przez planetę. Następnie TemPad się rozładowuje. „Wariant”, który ma na imię Sylvie, zgadza się na współpracę z Lokim. Wkradają się na pokład pociągu, który jedzie do statku kosmicznego, mającego na celu ewakuować mieszkańców księżyca. Za jego pomocą planują naładować TemPad, jednak Loki upija się, przez co zwraca na siebie uwagę strażników pociągu. W wyniku konfrontacji z nimi Loki zostaje wyrzucony z pociągu. Sylvie wysiada zaraz za nim, po czym okazuje się, że TemPad uległ zniszczeniu. Udają się pieszo w kierunku statku planując go przejąć i nim uciec. Sylvie wyjawia Lokiemu, że pracownicy AOC są w rzeczywistości wariantami ludzi z Ziemi. Loki i Sylvie próbują się przedrzeć przez strażników i miejscową ludność, by dostać się do statku, ale meteory ze zbliżającej się planety niszczą go. |   |                       |                             |             |                             |                 |                 |
| 4 | 4 | The Nexus Event       | Wariancja                   | Kate Herron | Eric Martin                 | 30 czerwca 2021 | 14 czerwca 2022 |
| Sylvie wyznaje Lokiemu, że jako dziecko uciekła z AOC. Pomiędzy nimi pojawia się romantyczna więź, która wytwarza unikalne rozgałęzienie linii czasu, które zostaje zauważone w AOC. Zostają odnalezieni i aresztowani zanim Lamentis-1 ulega destrukcji. Mobius zamyka Lokiego w pętli czasowej nieprzyjemnego dla niego wspomnienia o Sif, natomiast Sylvie odblokowuje wspomnienia B-15, by udowodnić, że B-15 jest wariantem. Renslayer informuje Mobiusa, że C-20 zmarła z powodu załamania nerwowego, ale Mobius odnajduje nagranie, na którym Renslayer przesłuchuje zdrową psychicznie C-20, która twierdzi, że wszyscy pracownicy AOC są wariantami. Mobius uwalnia Lokiego z pętli czasowej, ale Renslayer konfrontuje się z nimi i „przycina” Mobiusa. Renslayer zabiera Lokiego i Sylvie do Strażników Czasu, którzy nakazują usunięcie Lokiego i Sylvie. Loki i Sylvie z pomocą B-15 pokonują Renslayer i Strażników Czasu, którzy okazują się być androidami. Renslayer przycina Lokiego, po czym Sylvie pokonuje ją i domaga się prawdy. W scenie w połowie napisów końcowych Loki budzi się w otoczeniu kilku innych swoich wariantów.                                         |   |                       |                             |             |                             |                 |                 |
| 5 | 5 | Journey into Mystery  | Podróż w nieznane           | Kate Herron | Tom Kauffman                | 7 lipca 2021    | 14 czerwca 2022 |
| Renslayer mówi Sylvie, że kiedy Loki został przycięty, został wysłany do Nicości na końcu czasu, z której nikt nigdy nie powrócił. Wydaje im się, że prawdziwy twórca AOC ukrywa się za Nicością. Żołnierze AOC otaczają Sylvie, która przycina się sama i spotyka Mobiusa w Nicości. Po przesłuchaniu B-15 Renslayer planuje odnaleźć prawdziwego twórcę AOC. W tym czasie inne warianty Lokiego informują Lokiego, że masywna chmuro-podobna istota o imieniu Alioth niszczy wszystko w Nicości. Po napotkaniu drugiej grupy Lokiego, która przeradza się w walki wewnętrzne, Klasyczny Loki pomaga uciec Lokiemu, Aligatorowi Lokiemu i Małemu Lokiemu. Spotykają Mobiusa i Sylvie, następnie Mobius wraca do AOC za pomocą TemPada, który miała przy sobie Sylvie. Sylvie próbuje oczarować Aliotha, podczas gdy Loki próbuje bezskutecznie odwrócić jego uwagę. Klasyczny Loki poświęca się, tworząc iluzję Asgardu, aby zwrócić uwagę Aliotha. Loki i Sylvie z sukcesem wspólnie oczarowują Aliotha, który wskazuje im drogę do cytadeli poza Nicością. |   |                       |                             |             |                             |                 |                 |
| 6 | 6 | For All Time. Always. | Za wszystkie czasy. Zawsze. | Kate Herron | Michael Waldron Eric Martin | 14 lipca 2021   | 14 czerwca 2022 |
| Renslayer wyrusza z misją odnalezienia „wolnej woli” po tym, jak Panna Minutka przekazuje jej informacje od twórcy AOC, „Tego, Który Trwa”. B-15 udowadnia żołnierzom AOC, że są wariantami. Tymczasem w Cytadeli na Końcu Czasu, Ten, Który Trwa, informuje Lokiego i Sylvie, że zakończył wielowymiarową wojnę między swoimi wariantami, używając Aliotha do zniszczenia alternatywnych linii czasu i stworzył AOC, by utrzymać pokój. Oferuje im wybór: zabić go i zaryzykować kolejną wielowymiarową wojnę lub zastąpić go w nadzorowaniu AOC i linią czasu. Sylvie chce go zabić, ale Loki błaga ją, by tego nie robiła. Całują się, ale Sylvie odsyła Lokiego z powrotem do siedziby AOC. Ostatecznie zabija Tego, Który Trwa, uwalniając multiwersum z alternatywnymi liniami czasu. W kwaterze głównej AOC Loki ostrzega Mobiusa i B-15 przed wariantami Tego, Który Trwa, jednak oni go nie rozpoznają. Loki zauważa, że posąg jednego z wariantów Tego, Który Trwa zastąpił posągi Strażników Czasu. |   |                       |                             |             |                             |                 |                 |

## Produkcja

### Rozwój projektu
W listopadzie 2018 roku prezes The Walt Disney Company, Bob Iger, potwierdził, że Marvel Studios pracuje nad serialem o Lokim z Tomem Hiddlestonem w tytułowej roli. W lutym 2019 roku Michael Waldron został zatrudniony na stanowisku głównego scenarzysty serialu i producenta wykonawczego. Marvel i Disney oficjalnie zapowiedzieli serial w kwietniu 2019 roku.
Kate Herron, która jest fanką postaci Lokiego, przygotowała 60-stronicowy dokument, by przekonać studio, że jest właściwą osobą na stanowisko reżysera serialu. Uważała, że pokazanie pasji do tej postaci odróżni ją od bardziej doświadczonych reżyserów, których studio brało pod uwagę. Po rozwinięciu swojej prezentacji podczas kilku rozmów online z Kevinem Wrightem i Stephenem Broussardem z Marvel Studios, Herron spotkała się z Kevinem Feigiem, Victorią Alonso i Louisem D’Esposito w siedzibie studia. Wright uznał, że prezentacja Herron zawierała pełną wizję tego, w jaki sposób wykorzystać pomysły na serial i przekształcić je w coś wyjątkowego dla Filmowego Uniwersum Marvela. W sierpniu Feige spotkał się z Herron w Londynie, by zaoferować jej posadę reżysera serialu. W ciągu 48 godzin Herron poleciała do Nowego Jorku, by spotkać się z Hiddlestonem i omówić z nim jego postać, a następnie pojawiła się na D23 Expo, gdzie oficjalnie ogłoszono, że została zatrudniona na stanowisko reżysera i producenta wykonawczego. Jednym z warunków w umowie Herron ze studiem było zapewnienie parytetu płci wśród ekipy produkcyjnej serialu. Studio zaoferowało stanowisko reżysera również Danielowi Kwanowi i Danielowi Scheinertowi, którzy ostatecznie zdecydowali się na pracę nad własnym projektem, filmem Wszystko wszędzie naraz (2022).
Ponieważ Waldron został zatrudniony do napisania scenariusza do filmu Doktor Strange w multiwersum obłędu (2022), Eric Martin ostatecznie zastąpił go w roli głównego scenarzysty podczas realizacji prac nad sezonem. Mimo to Martin współpracował z Waldronem przy wszelkich poprawkach scenariusza. Hiddleston wyjawił, że wiedział o serialu jeszcze przed premierą filmu Avengers: Wojna bez granic. Obok Herron i Waldrona producentami wykonawczymi serialu zostali Feige, Hiddleston, D’Esposito, Victoria i Broussard. Pierwszy sezon Lokiego należy do IV Fazy Filmowego Uniwersum Marvela i stanowi część jej drugiego rozdziału zatytułowanego Saga Multiwersum.

### Scenariusz
Michael Waldron, który został zatrudniony na stanowisko głównego scenarzysty, uważał, że praca nad serialem była dobrą okazją do połączenia „chaosu i zabawy”, na przykład połączenia Lokiego z historią D.B. Coopera, a jego propozycja dla Marvela opierała się na stworzeniu „wielkiej, szalonej, zabawnej przygody o czasie”, która eksploruje nowy zakątek Filmowego Uniwersum Marvela i pokazaniu czegoś nieoczekiwanego w każdym odcinku, co „wysadziłoby w powietrze” wyobrażenia widzów na temat tego, czym jest serial.
Poza Waldronem nad scenariuszem do poszczególnych odcinków pracowali: Elissa Karasik, Bisha K. Ali, Eric Martin i Tom Kauffman. Napisanie scenariuszy do poszczególnych odcinków zajęło 20 tygodni. Waldron uznał ten okres za trudny, ponieważ musiał również napisać odcinek pilotażowy, co zwykle odbywa się zanim zostaną zatrudnieni pozostali scenarzyści. Struktura sezonu została opracowana w ciągu pierwszych trzech tygodni pracy. Scenarzyści zaplanowali, że w pierwszym odcinku ukazane zostanie przesłuchiwanie Lokiego, w drugim jego współpraca z Mobiusem, w trzecim pobyt wraz z Sylvie na Lamentis, w czwartym spisek zostanie rozwiązany, piąty będzie miał miejsce w Nicości, a ostatni w Cytadeli na Końcu Czasu.
Akcja pierwszego sezonu została umiejscowiona po wydarzeniach filmu Avengers: Koniec gry, w którym to Loki kradnie Tesserakt w alternatywnej wersji zdarzeń ukazanych w filmie Avengers, nieświadomie tworząc przy tym inną linię czasową. Odkrywanie alternatywnych osi czasu i multiwersum pozwoliła Lokiemu wprowadzić inne wersje postaci franczyzy, jak i również inne wersje Lokiego. Waldron chciał również odpowiedzieć na bardziej złożone pytania dotyczące tej postaci, takich jak to, co czyni osobę „naprawdę dobrą lub naprawdę złą” i co czyni bohatera bohaterem lub złoczyńcę złoczyńcą. Dodał, że umiejscowienie serialu w alternatywnej wersji zdarzeń pozwoliło na to, że nie musiał brać pod uwagę konsekwencji zdarzeń z Avengers: Koniec gry. To odróżniło serial od dwóch poprzednich serii studia wyprodukowanych dla Disney+: WandaVision i Falcon i Zimowy Żołnierz, których akcja toczy się zaraz po Końcu gry.
Celem Waldrona było stworzenie „wielkiej, szalonej, zabawnej przygody o czasie”, która odkrywa nowy zakątek Filmowego Uniwersum Marvela. Obejmowało to wprowadzenie Agencji Ochrony Chronostruktury (oryg. Time Variance Authority), organizacji, która monitoruje różne linie czasowe i multiwersum. Kevin Feige i Stephen Broussard od dłuższego czasu planowali wprowadzić AOC do Filmowego Uniwersum Marvela, ale odpowiednia okazja pojawiła się dopiero przy planowaniu serialu Loki. Wprowadzenie tej organizacji przekonało Toma Hiddlestona do wystąpienia w serialu. Waldron uznał organizację za zabawną, ponieważ ukazuje coś tak „niezwykłego”, jak podróże w czasie w sposób „bezduszny” i biurokratyczny. Film Hudsucker Proxy (1994) posłużył jako inspiracja dla Kate Herron do ukazania biurokratycznej hierarchii w Agencji Ochrony Chronostruktury, ponadto reżyser wykorzystała swoje dotychczasowe doświadczenie zawodowe, kiedy była pracownikiem tymczasowym.
Scenarzyści pracowali nad wyobrażeniem sobie, jak podróże w czasie działają w AOC, aby upewnić się, że widzowie będą w stanie łatwo zrozumieć koncepcję i zasady, rozbudowując to, co zostało pokazane już w Końcu gry. Waldron uznał, że najważniejszym celem jest trzymanie się logiki zdarzeń, aby utrzymać cotygodniową uwagę widzów. W kwestii lokalizacji pojawiających się w sezonie Waldron nie chciał, wbrew oczekiwaniom publiczności, aby Loki pojawił się podczas różnych istotnych wydarzeń w historii. Zamiast tego wybrał miejsca, które widzowie widzieli, „ale nie znali dobrze i być może bardzo chcieliby je zobaczyć”.
Waldron uznał, że zbadanie perspektywy czasu i rzeczywistości poprzez Agencję Ochrony Chronostruktury pomoże ukazać zmagania Lokiego z tożsamością. Zauważył, że postać wymykała się spod kontroli w kluczowych momentach swojego życia w filmach MCU, a miejsce AOC z różnymi liniami czasowymi wyprowadza go ze strefy komfortu. Waldron wyjaśnił, że charakter pracy wykonywanej w AOC sprawił, że organizacja „wyjątkowo nadaje się do trzymania lustra przed Lokim i zmuszania go do konfrontacji z tym, kim jest i kim powinien być”. Hiddleston również uznał, że sezon dotyczy tożsamości, a także trudności związanych z samopoznaniem i samoakceptacją oraz „integracją odmiennych fragmentów wielu jaźni, którymi [Loki] może być”. Ponadto Hiddleston zauważył, że Loki podkreśla wartość czasu w życiu człowieka. Waldron dodał, że sezon miał nieoczekiwany charakter fantastycznonaukowy, poruszając takie aspekty jak tajemnicze spiski i naginanie rzeczywistości. W sezonie również zostają poruszone również wątki romantyczne. Waldron wymienia tu platoniczną historię miłosną między Lokim i Mobiusem, podobną do tej między postaciami Carla Hanratty’ego i Franka Abagnale w Złap mnie, jeśli potrafisz (2002). Ponadto w tym sezonie Loki zakochuje się w Sylvie. To stanowiło ważny element serialu, który Waldron chciał zaprezentować, ale obawiał się, czy przedstawienie Lokiego zakochanego w innej wersji samego siebie nie okaże się „zbyt szalone”. Zwrócił uwagę jednak na to, że Loki „ostatecznie dotyczył miłości własnej, autorefleksji i wybaczaniu sobie” i „wydawało się właściwe”, aby sezon ten był „prawdziwą historią miłosną” tego bohatera.
Sezon miał strukturę pojedynczych opowiadań, a nie sześciogodzinnego filmu podzielonego na odcinki. Waldoron porównał to podejście do seriali Pozostawieni (2014–2017) i Watchmen (2019). Serial Mad Men (2007–2015) posłużył jako filozoficzna i estetyczna inspiracja dla Lokiego, ponieważ Waldron uznał, że jest to dobry przykład „bogatego studium postaci”, do którego dążył w Lokim. Innymi inspiracjami były: Przed wschodem słońca (1995), filmy Quentina Tarantino, Siedem (1995) i Zodiak (2007) Davida Finchera, Milczenie owiec (1991), Toy Story (1995), Armageddon (1998), Zagubieni (2004–2010) oraz Rick i Morty (2013–), którego Waldron był scenarzystą. Loki nie adaptuje konkretnej fabuły z komiksów, pomimo pojawiania się w serii różnych do nich odniesień. Historia Małego Lokiego w komiksie „Journey into Mystery”, napisana przez Kierona Gillena, była jedną z inspiracji dla Waldrona.
W listopadzie 2019 roku Feige wyjawił, że pierwszy sezon będzie powiązany z filmem Doktor Strange w multiwersum obłędu (2022), jednak bliżej premiery serialu nie zostało to przez niego potwierdzone, podobnie jak fakt, czy serial będzie nawiązywał do innych projektów Filmowego Uniwersum Marvela. Feige zaznaczył, że sezon będzie „niezwykle ważny” i „położy podwaliny” pod przyszłość franczyzy, mając większy wpływ na nią niż WandaVision lub Falcon i Zimowy Żołnierz. Waldron zauważył, że podobnie jak w przypadku wszystkich wcześniejszych produkcji Filmowego Uniwersum Marvela, celem Lokiego są „szeroko idące konsekwencje” w całej franczyzy. Waldron ściśle współpracował z Jeffem Lovenessem, scenarzystą filmu Ant-Man i Osa: Kwantomania (2023) ze względu na to, że jego akcja toczy się w wymiarze kwantowym, a film jest ściśle powiązany z koncepcją multiwersum. Ponadto Bisha K. Ali została główną scenarzystką serialu Ms.Marvel (2022). W sezonie okazuje się, że „człowiekiem za kurtyną” Agencji Ochrony Chronostruktury jest Ten, Który Trwa, wariant postaci Kanga Zdobywcy z Kwantomanii. Jonathan Majors wcielił się w obie role, a Waldron uważał, że wprowadzenie tej postaci w tym sezonie miało „wielki sens”, ponieważ Kang jest „podróżującym w czasie, muliwersalnym przeciwnikiem”, który ma się stać „kolejnym wielkim złoczyńcą” w Filmowym Uniwersum Marvela. Finał sezonu buduje również podwaliny pod filmy Doktor Strange w multiwersum obłędu (2022) i Spider-Man: Bez drogi do domu (2021). Ponadto Broussard i Kevin Wright spotkali się także z Bradem Winderbaumem, producentem wykonawczym animowanego serialu A gdyby…? (2021–) i Mary Livanos, współproducentki wykonawczej WandaVision, w celu ustalenia zasad dotyczących multiwersum, linii czasowych i wydarzeń związanych z nexusem.

### Casting
W lutym 2019 roku został potwierdzony udział Toma Hiddlestona w tytułowej roli. W listopadzie do obsady dołączyła Sophia Di Martino jako żeńska wersja Lokiego, Sylvie. Michael Waldron chciał obsadzić w tej roli aktorkę, która pasowałaby do energii, jaką Hiddleston wniósł do postaci Lokiego i opisał Di Martino jako utalentowaną brytyjską aktorkę, niezbyt dobrze znaną amerykańskiej publiczności, a której wcześniejsze role zrobiły na nim pozytywne wrażenie. W styczniu 2020 roku poinformowano, że w serialu zagra Owen Wilson, a w lutym ujawniono, że do obsady dołączyła Gugu Mbatha-Raw.
W marcu 2020 poinformowano, że Richard E. Grant zagra gościnnie w serialu. We wrześniu Jonathan Majors został obsadzony jako Kang Zdobywca w filmie Ant-Man i Osa: Kwantomania (2023). W jego przesłuchanie byli zaangażowani szefowie z Marvel Studios, reżyser Kwantomanii, Peyton Reed oraz Waldron i Kate Herron, jako że wariant postaci miał pojawić się w serialu. W tym samym miesiącu ujawniono, że Sasha Lane zagra w serialu. W grudniu poinformowano, że Jaimie Alexander powróci jako Sif oraz że Wunmi Mosaku dołączyła do obsady. W kwietniu 2021 roku poinformowano o angażu Eugene Cordero, a wraz z premierą sezonu wyjawiono, że Tara Strong udzieli głosu animowanej maskotce Agencji Ochrony Chronostruktury, Pannie Minutce.

### Scenografia i kostiumy
Christine Wada była odpowiedzialna za zaprojektowanie kostiumów do sezonu. Kate Herron, reżyser serialu, współpracowała z nią, by kostiumy były „zewnętrznym odbiciem wewnętrznej historii”. Loki ma w serii wiele kostiumów, które odzwierciedlają jego podróż. Natomiast wygląd Mobiusa M. Mobiusa w serialu ma naśladować wizerunek Marka Gruenwalda, redaktora Marvel Comics, który był „najlepszym ekspertem od ciągłości” w komiksach wydawnictwa, a każdy członek AOC w komiksach był jego klonem. Herron początkowo wyobrażała sobie, że Mobius będzie miał niechlujny wygląd, ale ostatecznie zdecydowała wspólnie z Owenem Wilsonem, że to nie zadziała. Wilson zasugerował siwe włosy, które ostatecznie stały się częścią wyglądu postaci. Kostium i opaska Sylvie były inspirowane wyglądem Lady Loki, która pojawiła się w serii komiksów Loki: Agent of Asgard. Ponadto Wada dodała ukryte zamki błyskawiczne do kostiumu Sophii Di Martino, by umożliwić jej karmienie piersią na planie. Kostium Prezydenta Lokiego został zainspirowany komiksem Vote Loki, natomiast kostium Klasycznego Lokiego czerpał inspirację z komiksów o postaci z lat 60. autorstwa Jacka Kirby’ego. Kostium Tego, Który Trwa został stworzony z elementów różnych czasoprzestrzeni: peleryny z epoki wiktoriańskiej, butów Czyngis-chana i mongolskich spodni.
Wizualną inspiracją dla kwatery głównej Agencji Ochrony Chronostruktury były filmy Metropolis (1927), Łowca androidów (1982) i Autostopem przez galaktykę (2005) oraz brutalistyczna architektura południowo-wschodniego Londynu, mieszająca się ze „stylem środkowo-zachodnim” z serialu Mad Men oraz filmu Brazil (1985). Z komiksów wykorzystany został pomysł „biurek ciągnących się w nieskończoność”. Scenografią zajęła się Kasra Farahani, która miała podobną wizję do Herron przy projektowaniu AOC. Farahani zwróciła uwagę także na amerykański modernizm z połowy wieku. Niektóre elementy w centrali AOC zbudowane są z tego samego kamienia, który tworzy Cytadelę na Końcu Czasu. Celem Farahani było stworzenie przestrzeni, w której „nie można od razu stwierdzić, czy jest to ciepłe i przyjazne miejsce, czy też miejsce, które chce cię zniszczyć”.
Farahani opisała technologię AOC tak, jakby „technologia analogowa nigdy się nie zatrzymała, a technologia cyfrowa nigdy się nie wydarzyła”, przy czym technologia analogowa stawała się „coraz bardziej wyrafinowana” – pomogło to ukazać anachroniczny charakter organizacji. Znaczna część technologii została zbudowana na zamówienie ze starych telewizorów i komputerów, które zostały połączone z „odmiennymi, innymi przypadkowymi elementami technologii”, podczas gdy TemPady były inspirowane zegarkami z kalkulatorami oraz interfejsami w Super Nintendo Entertainment System i Game Boy Camera. Świat poza biurami AOC jest pokazany jako nieskończone miasto inspirowane Metropolis i obrazami nieskończonych przestrzeni z komiksów.
Projektowanie miasta Lamentis–1, Sharoo, stanowiło wyzwanie dla Farahani, ponieważ chciała odróżnić je od innych obcych planów z wcześniejszych projektów Filmowego Uniwersum Marvela. Uznała, że musi „wydawać się surowy, przemysłowy i robotniczy, ponieważ jest to księżyc górniczy”, który nie jest „eleganckim miejscem”. Farahani początkowo wyobrażała sobie Nicość w stylu Salvadora Dalíego, jednak ostatecznie zdecydowała się na styl „angielskich wrzosowisk”. Zbudowano siedem planów różnych części Nicości. Główną inspiracją dla Cytadeli na Końcu Czasu były komiksy. Miała ona wyglądać, jakby wykonana była w asteroidzie – „czarnego kamienia ze złotymi żyłkami”, które miały reprezentować „nieznany rodzaj technologii”. Wnętrza Cytadeli miały wyglądać w większości na opuszczone, z wyjątkiem gabinetu Tego, Który Trwa, jako sposób na odzwierciedlenie „tej smutnej, samotnej postaci poruszającej się po dużej pustej przestrzeni”, która zdecydowała się zamieszkiwać tylko swoje biuro. Architektura Cytadeli inspirowana była Hearst Castle.

### Zdjęcia i postprodukcja
Zdjęcia do pierwszego sezonu serialu rozpoczęły się 10 lutego 2020 roku w Pinewood Studios w Atlancie pod roboczym tytułem Architect. Zdjęcia plenerowe zrealizowano w Atlancie w lutym. 14 marca 2020 roku produkcja została wstrzymana z powodu pandemii COVID-19. Produkcja została wznowiona we wrześniu, a prace na planie zakończyły się 5 grudnia tego samego roku. Hotel Atlanta Marriott Marquis posłużył jako archiwa w Agencji Ochrony Chronostruktury. W kamieniołomie w północnej Georgii nakręcono sceny w mieście górniczym na Lamentis-1, natomiast opuszczony dyskont stał się futurystycznym supermarketem Roxxcart. Za zdjęcia odpowiadała Autumn Durald Arkapaw.
Kate Herron chciała, by Loki był hołdem dla filmów fantastycznonaukowych, takich jak Brasil (1985), Metropolis (1927), Autostopem przez Galaktykę i Obcy – ósmy pasażer Nostromo (1979). Jako wizualna inspiracja posłużyły jej Teletubisie (1997–) oraz Łowca androidów (1982). Arkapaw czerpała inspirację również z Łowcy androidów, jak i z filmów Zodiak (2007) i Klute (1971). Wykorzystano kadrowanie i oświetlenie oraz techniki filmowania z lat 70., aby pomóc w opowiadaniu historii. Herron wskazała Park Jurajski (1993) jako przykład tonu „wielkiego filmu fantastycznonaukowego z sercem”, do którego dążyła podczas pracy nad sezonem. Końcowa scena sezonu, w której Loki odkrywa, że AOC jest inne, odnosi się do zakończenia filmu Planeta Małp (1968).
Ostatni odcinek rozpoczyna się sekwencją, która zawiera różne archiwalne nagrania audio zarówno z wcześniejszych odcinków serialu, jak i poprzednich projektów franczyzy, w tym nagrania Sama Wilsona, Hope Van Dyne, T’Challi, Scotta Langa, Natashy Romanoff, Petera Quilla, Thora, Steve’a Rogersa, Hanka Pyma, Carol Danvers, Lokiego, Korga, Klasycznego Lokiego, Visiona i Sylvie, oraz nagrania audio prawdziwych ludzi: Alana Wattsa, Neila Armstronga, Grety Thunberg, Malali Yousafzai, Nelsona Mandeli, Ellen Johnson-Sirleaf i Mayi Angelou. Był to hołd złożony filmowi Kontakt (1997).
Herron zaczęła montować to, co zostało już sfilmowane podczas przerwy w produkcji związanej z pandemią, co pomogło jej dowiedzieć się, co należy zmienić po wznowieniu zdjęć, aby pasowało do zamierzonego tonu serialu. Montażem odcinków sezonu zajęli się: Paul Zucker, Calum Ross i Emma McCleave. Prace postprodukcyjne zakończono 20 czerwca 2021 roku. Efekty specjalne zostały stworzone przez studia: Cantina Creative, Crafty Apes, Digital Domain, FuseFX, Industrial Light & Magic, Luma Pictures, Method Studios, Rise FX, Rodeo FX i Trixter, a odpowiadał za nie Dan DeLeeuw.
Titmouse, Inc. przygotowała animację filmu propagandowo-informacyjnego z Panną Minutką. Aligator Loki został stworzony za pomocą CGI, natomiast na planie wykorzystano jego wypchaną wersję, co zdaniem Herron było pomocne dla aktorów podczas interakcji. Projekt Aligatora Lokiego był zmieniany wielokrotnie, a jego pierwotna wersja była bardziej kreskówkowa, która była „zbyt urocza”. Industrial Light & Magic, które pracowało nad Aligatorem Lokim, jako punkt odniesienia wykorzystał prawdziwego aligatora o imieniu Wally. Studio ponadto pracowało nad sekwencją przesłuchania Lokiego przez Mobiusa w Kinie Czasu, scenami w Nicości i stworzeniem Aliotha. Rise FX odpowiadało za scenę w Salinie w 1854 roku, efekty huraganu w 2050 roku, sekwencje na Lamentis-1 oraz pętlę czasową z Lokim i Sif. Digital Domain pracowało głównie przy odcinku Lamentis. FuseFX zajęło się przygotowaniem drobniejszych elementów, między innymi efektami towarzyszącymi magii Lokiego czy oczarowania Sylvie; stworzyli drzwi czasu, obrożę czasu i projektory czasu, sekwencje w Kinie Czasu oraz efekty towarzyszące przycięciu. Nad efektami animacyjnymi Panny Minutki pracowało Luma Pictures, a Strażników Czasu stworzyło Method Studios. Napisy końcowe serii zostały stworzone przez studio Perception i inspirowane były sekwencją napisów końcowych filmu Siedem (1995).

## Muzyka
W styczniu 2021 roku poinformowano, że Natalie Holt skomponuje muzykę do pierwszego sezonu. Holt rozpoczęła pracę w sierpniu 2020 roku od stworzenia tematów dla Lokiego, Mobiusa, Agencji Ochrony Chronostruktury i Sylvie, a samo komponowanie zaczęła od muzyki do ostatniego odcinka, tworząc kolejne utwory wstecz, aż do pierwszego odcinka. Kate Herron wykorzystała cześć muzyki podczas zdjęć, by pomóc „ukształtować ton” i emocje serialu. Zarówno Holt, jak i Herron chciały wykorzystać theremin. Holt uważała, że charakter tego instrumentu pasuje do serialu. Charlie Draper zagrał na thereminie oraz pomógł Holt w przystosowaniu muzyki do basowego zakresu instrumentu. Holt połączyła dźwięk thereminu z orkiestrą, analogowymi syntezatorami, dźwiękami zegara i skandynawskimi instrumentami ludowymi. Znaczna część muzyki została nagrana zdalnie, natomiast Holt pracowała w studiu w Londynie. W nagraniu ścieżki dźwiękowej wzięli udział Budapest Film Orchestra, a także 32-osobowy chór. Herron uznała, że muzyka skomponowana przez Holt jest „operowa i odważna”, a także „bardzo warstwowa i elektroniczna z mroczną, dziwną energią”, która dobrze pasowała do postaci Lokiego.
Holt inspirowała się dźwiękami syntezatora Mooga wykorzystanymi przez Wendy Carlos w filmie Mechaniczna pomarańcza (1971). Koncepcja czasu była kluczowa dla serialu, dlatego wykorzystała dźwięki zegara w temacie przewodnim dla AOC, który chciała, by był „wielki, prawie jak przeżycie religijne”, czerpiąc inspirację z „Walkürenritt or Ritt der Walküren” Richarda Wagnera. Norweskie instrumenty, w tym skrzypce hardanger i harfa nyckelharpa, zostały wykorzystane w motywach Asgardu, Friggi i Sylvie. Ten ostatni Holt opisała jako „bardzo mroczny, orkiestrowy, porywający i morderczy”. Temat Friggi został pierwotnie napisany na skrzypce, a norweski muzyk Erik Rydvall wykonał go skrzypcach hardanger. W przypadku motywu Mobiusa Holt inspirowała się muzyką rockową z lat 90., w tym zespołu Bon Jovi. Motyw B-15 był oparty został rytmie perkusji.
Ścieżka dźwiękowa z muzyką Holt została wydana w dwóch częściach przez Hollywood Records i Marvel Music. Pierwsza, Loki: Vol. 1 – Episodes 1–3 Original Soundtrack, ukazała się 2 lipca 2021 roku, a druga – Loki: Vol. 2 – Episodes 4–6 Original Soundtrack – pojawiła się 23 lipca tego samego roku.
| Loki: Vol. 1 – Episodes 1–3 Original Soundtrack – 2021 | Loki: Vol. 1 – Episodes 1–3 Original Soundtrack – 2021 | Loki: Vol. 1 – Episodes 1–3 Original Soundtrack – 2021 | Loki: Vol. 1 – Episodes 1–3 Original Soundtrack – 2021 |
| Nr                                                     | Tytuł utworu                                           | Autor                                                  | Długość                                                |
| ------------------------------------------------------ | ------------------------------------------------------ | ------------------------------------------------------ | ------------------------------------------------------ |
| 1.                                                     | „TVA”                                                  | N. Holt                                                | 2:28                                                   |
| 2.                                                     | „New York, 2012”                                       | N. Holt                                                | 1:30                                                   |
| 3.                                                     | „Gobi, 2012”                                           | N. Holt                                                | 3:00                                                   |
| 4.                                                     | „TVA First View”                                       | N. Holt                                                | 1:06                                                   |
| 5.                                                     | „Loki Green Theme”                                     | N. Holt                                                | 2:24                                                   |
| 6.                                                     | „Loki Processing”                                      | N. Holt                                                | 2:16                                                   |
| 7.                                                     | „Aix-En-Provence, 1549”                                | N. Holt                                                | 2:34                                                   |
| 8.                                                     | „Miss Minutes”                                         | N. Holt                                                | 2:00                                                   |
| 9.                                                     | „Mischievous Scamp”                                    | N. Holt                                                | 1:28                                                   |
| 10.                                                    | „Dangerous Variant”                                    | N. Holt                                                | 1:37                                                   |
| 11.                                                    | „Frigga”                                               | N. Holt                                                | 2:21                                                   |
| 12.                                                    | „TVA Inner Workings”                                   | N. Holt                                                | 1:48                                                   |
| 13.                                                    | „DB Cooper”                                            | N. Holt                                                | 1:35                                                   |
| 14.                                                    | „Oshkosh, 1985”                                        | N. Holt                                                | 1:53                                                   |
| 15.                                                    | „Catch Up”                                             | N. Holt                                                | 1:38                                                   |
| 16.                                                    | „Jet Ski”                                              | N. Holt                                                | 2:11                                                   |
| 17.                                                    | „Glorious Purpose”                                     | N. Holt                                                | 2:34                                                   |
| 18.                                                    | „The Archives”                                         | N. Holt                                                | 2:08                                                   |
| 19.                                                    | „Salina, 1858”                                         | N. Holt                                                | 1:39                                                   |
| 20.                                                    | „Roxxcart, 2050”                                       | N. Holt                                                | 2:06                                                   |
| 21.                                                    | „I Miss Randy”                                         | N. Holt                                                | 1:52                                                   |
| 22.                                                    | „Reset Charges”                                        | N. Holt                                                | 2:27                                                   |
| 23.                                                    | „TVA Title Card”                                       | N. Holt                                                | 1:38                                                   |
| 24.                                                    | „Very Full (featuring Tom Hiddleston)”                 | B. Maurseth, E.O. Nødtvedt                             | 1:26                                                   |
| 25.                                                    | „Lamentis-1, 2077”                                     | N. Holt                                                | 1:54                                                   |
|                                                        |                                                        |                                                        | 49:33                                                  |

| Loki: Vol. 2 – Episodes 4–6 Original Soundtrack – 2021 | Loki: Vol. 2 – Episodes 4–6 Original Soundtrack – 2021 | Loki: Vol. 2 – Episodes 4–6 Original Soundtrack – 2021 | Loki: Vol. 2 – Episodes 4–6 Original Soundtrack – 2021 |
| Nr                                                     | Tytuł utworu                                           | Autor                                                  | Długość                                                |
| ------------------------------------------------------ | ------------------------------------------------------ | ------------------------------------------------------ | ------------------------------------------------------ |
| 1.                                                     | „Headless”                                             | N. Holt                                                | 2:17                                                   |
| 2.                                                     | „Temptation”                                           | N. Holt                                                | 2:12                                                   |
| 3.                                                     | „Pep Talk”                                             | N. Holt                                                | 4:04                                                   |
| 4.                                                     | „Wild”                                                 | N. Holt                                                | 4:05                                                   |
| 5.                                                     | „Time Loop”                                            | N. Holt                                                | 2:13                                                   |
| 6.                                                     | „Lokius”                                               | N. Holt                                                | 3:00                                                   |
| 7.                                                     | „Alligator Bite”                                       | N. Holt                                                | 3:11                                                   |
| 8.                                                     | „God of Outcasts”                                      | N. Holt                                                | 2:53                                                   |
| 9.                                                     | „Reunion”                                              | N. Holt                                                | 2:37                                                   |
| 10.                                                    | „Secret Hide Out”                                      | N. Holt                                                | 1:51                                                   |
| 11.                                                    | „Goodbyes”                                             | N. Holt                                                | 3:26                                                   |
| 12.                                                    | „Living Storm”                                         | N. Holt                                                | 2:18                                                   |
| 13.                                                    | „Classic Builds”                                       | N. Holt                                                | 2:41                                                   |
| 14.                                                    | „Time”                                                 | N. Holt                                                | 2:35                                                   |
| 15.                                                    | „Pruned”                                               | N. Holt                                                | 2:44                                                   |
| 16.                                                    | „Ravonna’s Mission”                                    | N. Holt                                                | 2:07                                                   |
| 17.                                                    | „B15’s Memories”                                       | N. Holt                                                | 1:24                                                   |
| 18.                                                    | „Ohio, 2018”                                           | N. Holt                                                | 2:55                                                   |
| 19.                                                    | „Fibbed”                                               | N. Holt                                                | 4:12                                                   |
| 20.                                                    | „Stop”                                                 | N. Holt                                                | 3:17                                                   |
| 21.                                                    | „Be”                                                   | N. Holt                                                | 4:58                                                   |
| 22.                                                    | „Back in the TVA”                                      | N. Holt                                                | 2:12                                                   |
| 23.                                                    | „He Who Remains”                                       | N. Holt                                                | 2:55                                                   |
|                                                        |                                                        |                                                        | 1:06:07                                                |

## Promocja

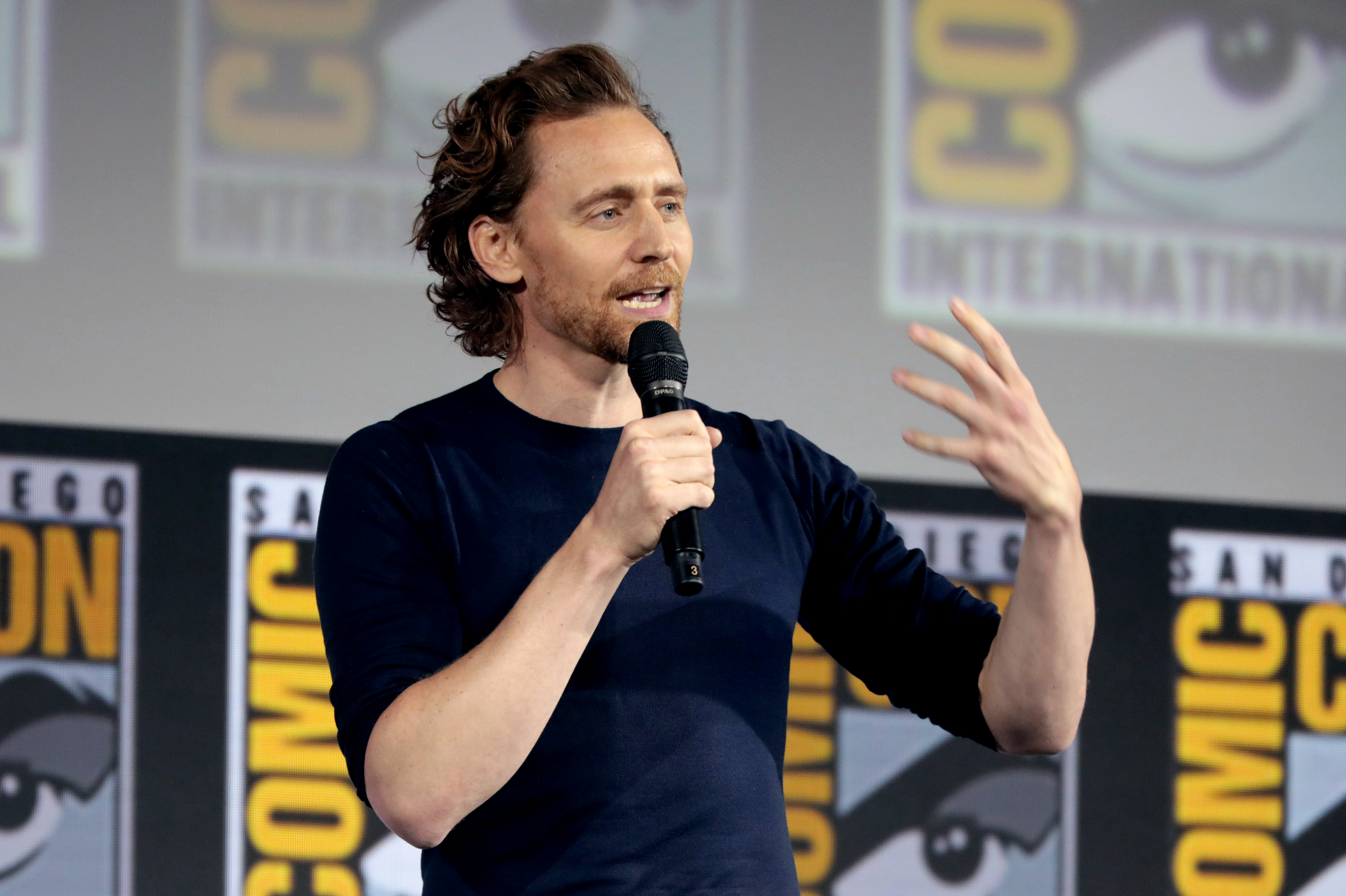
Tom Hiddleston (Comic-Con 2019)

Tom Hiddleston pojawił się na panelu Marvel Studios na San Diego Comic-Conie w lipcu 2019 roku. Miesiąc później Kate Herron i Michael Waldron pojawili się na D23 Expo. Podczas Super Bowl LIV został pokazany wspólny spot reklamujący seriale Falcon i Zimowy Żołnierz, WandaVision i Loki. 10 grudnia 2020 roku podczas Disney Investor Day zaprezentowano pierwszy zwiastun serialu. 5 kwietnia 2021 roku pojawił się drugi zwiastun, który został obejrzany 60 milionów razy w ciągu pierwszych 24 godzin.
Na początku stycznia 2021 roku uruchomiony został program „Marvel Must Haves”, który promował różne gadżety związane z serialem, w tym: zabawki, gry, książki i ubrania. Podczas emisji serialu w każdy piątek do połowy lipca prezentowane były nowe produkty. W czerwcu General Mills i Marvel poinformowali, że w dniu premiery serialu w sprzedaży pojawi się 3,5 tysiąca opakowań płatków śniadaniowych Lucky Charms pod nazwą „Loki Charms”. Również w tym samym miesiącu Hyundai Motor Company wyemitowało kilka reklam modelu Hyundai Tucson we współpracy z Marvelem. W jednej z nich Hiddleston powtórzył rolę Lokiego. 4 czerwca 2021 roku na Disney+ pojawiły się dwa odcinki serialu dokumentalnego Legendy Marvela przypominające historię Lokiego i Tesseraktu w MCU.
7 lipca, równocześnie z premierą odcinka „Podróż w nieznane”, na Disney+ zadebiutował film krótkometrażowy w uniwersum Simpsonów zatytułowany Dobry, Bart i Loki (oryg. The Good, The Bart and the Loki), w którym Loki łączy siły z Bartem Simpsonem, co jest hołdem dla bohaterów i złoczyńców Filmowego Uniwersum Marvela. Hiddleston powtórzył swoją rolę jako Loki w tej krótkometrażówce. 9 lipca odsłonięto na Praça do Marquês de Pombal w Lizbonie obraz stworzony z 700 ceramicznych płytek przez João Lemosa i fabrykę ceramiki Viúva Lamego. 21 lipca na Disney+ pojawił się odcinek serialu dokumentalnego Assembled – The Making of Loki, który ukazuje kulisy powstania serialu.

## Odbiór

### Oglądalność
W czerwcu 2021 roku ówczesny prezes The Walt Disney Company, Bob Chapek, wyjawił, że odcinek „Doniosła misja” był najchętniej oglądaną premierą serialu na Disney+ w pierwszym tygodniu. Nielsen Media Research, które zajmuje się pomiarem minut oglądanych przez widzów w Stanach Zjednoczonych na telewizorach, wymienił Lokiego jako trzeci najczęściej oglądany serial oryginalny w serwisach streamingowych w tygodniu od 7 do 13 czerwca, w tym premierowy odcinek „Doniosła misja” zgromadził 731 milionów obejrzanych minut, najwięcej spośród premierowych odcinków dotychczas wyprodukowanych przez Marvel Studios seriali. Według Samba TV odcinek finałowy sezonu, „Za wszystkie czasy. Zawsze.”, został obejrzany w 1,9 miliona gospodarstw domowych w Stanach Zjednoczonych od 14 do 18 lipca, również przewyższając odcinki finałowe poprzednich produkcji studia. W maju 2022 roku Kevin Feige poinformował, że pierwszy sezon Lokiego był, jak dotąd, najczęściej oglądanym serialem Marvel Studios dla Disney+.

### Krytyka w mediach
Pierwszy sezon serialu spotkał się z pozytywną reakcją krytyków. W serwisie Rotten Tomatoes 92% z 332 recenzji uznano za pozytywne, a średnia ocen wystawionych na ich podstawie wyniosła 7,9/10. Na portalu Metacritic średnia ważona ocen z 32 recenzji wyniosła 74 punkty na 100. Krytycy pozytywnie ocenili grę Toma Hiddlestona i Owena Wilsona oraz relację ich postaci, Lokiego i Mobiusa. Zachwalano również scenografię Kasry Farahani, zdjęcia Autumn Durald Arkapaw i muzykę Natalie Holt.
Andrew Webster z „The Verge” stwierdził, że „możesz cieszyć się nim [Lokim] jako częścią wszechogarniającego uniwersum filmowego lub jako tym, czym naprawdę jest: doskonałym dziełem fantastycznonaukowym”. Simon Cardy z IGN ocenił, że „odważne motywy [w pierwszym sezonie], wyróżniające się występy i wyjątkowa tożsamość wizualna dostarczają śmiechu i napięcia w dużych ilościach”. Liz Shannon Miller z Collidera uznała, że „każdy odcinek tego serialu był pięknie zrobiony, co zawdzięczamy w dużej mierze pracy reżyser Kate Herron, głównemu scenarzyście Michaelowi Waldronowi i zespołowi kreatywnemu”. Gopinath Rajendran z „Cinema Express” napisał, że „jest to jak dotąd najlepszy serial ze stajni Marvela, poszerzający horyzonty dla wielu nadchodzących filmów”. Caroline Siede z AV Club oceniała pierwszy sezon Lokiego jako „zarówno nieprzewidywalny, jak i dziwnie bezpośredni; odważny w swoich przełomowych ruchach, ale nieistotny w wielu narracyjnych wyborach”.
Radosław Krajewski z gram.pl stwierdził, że „serial nie ze wszystkim radzie sobie tak dobrze, jak poprzednicy, przez co wielu widzów może się odbić od tej produkcji i jej nigdy nie dokończyć. A byłaby to wielka szkoda, ponieważ ostatni odcinek sporo nadrabia, pozostawiając widza z całym tuzinem najróżniejszych pomysłów, jak studio może wykorzystać multiwersum i kontynuować historię Lokiego oraz Sylvie”. Mikołaj Lipkowski z Movies Room podsumował swoją recenzję, że Loki „zapowiadał się wyśmienicie, lecz zakończył się (mimo słabszych elementów) dobrze”. Daria Sienkiewicz z portalu Filmweb oceniła, że „Waldron, jak sam bóg psot, niejednokrotnie myli tropy, a w końcu zamienia mapę międzywymiarowych podróży w czystą tablicę”.

### Nagrody i nominacje
| Rok  | Ceremonia                                                                 | Kategoria | Nominowani | Rezultat  | Przypis         |
| ---- | ------------------------------------------------------------------------- | --- | --- | --------- | --------------- |
| 2021 | Dragon Awards                                                             | Najlepszy serial fantastycznonaukowy lub fantasy                                                               | Loki | Nominacja | [ 162 ]         |
| 2021 | Harvey Awards                                                             | Najlepsza adaptacja komiksu lub opowieści graficznej                                                           | Loki | Nominacja | [ 163 ]         |
| 2021 | World Soundtrack Awards                                                   | Najlepszy telewizyjny kompozytor roku                                                                          | Natalie Holt | Nominacja | [ 164 ]         |
| 2021 | Hollywood Music in Media Awards                                           | Najlepsza ścieżka dźwiękowa w serialu telewizyjnym lub limitowanym                                             | Natalie Holt | Nominacja | [ 165 ]         |
| 2021 | Hollywood Professional Association Awards                                 | Najlepsze efekty specjalne w produkcji epizodycznej                                                            | Dan DeLeeuw, David Seager, Alexandra Greene, George Kuruvilla, Dan Mayer (za odcinek „Podróż w nieznane”) | Nominacja | [ 166 ]         |
| 2021 | People’s Choice Awards                                                    | Ulubiony program telewizyjny                                                                                   | Loki | Wygrana   | [ 167 ]         |
| 2021 | People’s Choice Awards                                                    | Ulubiony serial fantastycznonaukowy lub fantasy                                                                | Loki | Nominacja | [ 167 ]         |
| 2021 | People’s Choice Awards                                                    | Ulubiony serial oglądany maratonem                                                                             | Loki | Nominacja | [ 167 ]         |
| 2021 | People’s Choice Awards                                                    | Ulubiony aktor telewizyjny                                                                                     | Tom Hiddleston | Wygrana   | [ 167 ]         |
| 2022 | Nagrody Gildii Aktorów Ekranowych                                         | Najlepszy zespół kaskaderski w serialu telewizyjnym                                                            | Loki | Nominacja | [ 168 ]         |
| 2022 | Nagrody Amerykańskiej Gildii Scenografów                                  | Najlepsza scenografia w godzinnym odcinku serialu kostiumowego lub fantasy kręconego przy użyciu jednej kamery | Kasra Farahani (za odcinek „Doniosła misja”) | Wygrana   | [ 169 ]         |
| 2022 | VES Awards                                                                | Najlepsze efekty specjalne w fotorealistycznym odcinku serialu                                                 | Dan DeLeeuw, Allison Paul, Sandra Balej, David Seager (za odcinek „Podróż w nieznane”) | Nominacja | [ 170 ] [ 171 ] |
| 2022 | VES Awards                                                                | Najlepsze wirtualne zdjęcia                                                                                    | Jesse Lewis-Evans, Luke Avery, Autumn Durald Arkapaw, Scott Inkster (za odcinek „Lamentis”) | Nominacja | [ 170 ] [ 171 ] |
| 2022 | VES Awards                                                                | Najlepsze symulacje efektów w odcinku serialu lub reklamie                                                     | George Kuruvilla, Menno Dijkstra, Matthew Hanger, Jiyong Shin (za odcinek „Podróż w nieznane”) | Nominacja | [ 170 ] [ 171 ] |
| 2022 | VES Awards                                                                | Najlepsza kompozycja i oświetlenie w odcinku serialu                                                           | Paul Chapman, Tom Truscott, Biagio Figliuzzi, Attila Szalma (za odcinek „Lamentis”) | Wygrana   | [ 170 ] [ 171 ] |
| 2022 | Nagrody Amerykańskiej Gildii Kostiumologów                                | Najlepsze kostiumy w serialu fantastycznonaukowym / fantasy                                                    | Christine Wada (za odcinek „Podróż w nieznane”) | Nominacja | [ 172 ]         |
| 2022 | Golden Reel Awards                                                        | Najlepszy montaż dźwięku w serialu limitowanym lub antologii                                                   | David Acord, Matthew Wood, Kirsten Mate, Adam Kopald, Steve Slanec, Brad Semenoff, David Farmer, Joel Raabe, Shelley Roden, John Roesch, Anele Onyekwere, Nashia Wachsman, Ed Hamilton (za odcinek „Podróż w nieznane”) | Nominacja | [ 173 ]         |
| 2022 | Critics’ Choice Super Awards                                              | Najlepszy serial o superbohaterach                                                                             | Loki | Nominacja | [ 174 ] [ 175 ] |
| 2022 | Critics’ Choice Super Awards                                              | Najlepszy aktor w serialu o superbohaterach                                                                    | Tom Hiddleston | Wygrana   | [ 174 ] [ 175 ] |
| 2022 | Critics’ Choice Super Awards                                              | Najlepsza aktorka w serialu o superbohaterach                                                                  | Sophia Di Martino | Nominacja | [ 174 ] [ 175 ] |
| 2022 | Critics’ Choice Super Awards                                              | Najlepsza aktorka w serialu o superbohaterach                                                                  | Gugu Mbatha-Raw | Nominacja | [ 174 ] [ 175 ] |
| 2022 | Critics’ Choice Super Awards                                              | Najlepszy czarny charakter w serialu telewizyjnym                                                              | Jonathan Majors | Nominacja | [ 174 ] [ 175 ] |
| 2022 | Nagrody Amerykańskiej Gildii Scenarzystów                                 | Najlepszy scenariusz serialu dramatycznego                                                                     | Bisha K. Ali, Elissa Karasik, Eric Martin, Michael Waldron | Nominacja | [ 176 ]         |
| 2022 | Nagrody Amerykańskiej Gildii Scenarzystów                                 | Najlepszy scenariusz nowego serialu                                                                            | Bisha K. Ali, Elissa Karasik, Eric Martin, Michael Waldron | Nominacja | [ 176 ]         |
| 2022 | Kids’ Choice Awards                                                       | Ulubiony telewizyjny serial familinjny                                                                         | Loki | Nominacja | [ 177 ]         |
| 2022 | Kids’ Choice Awards                                                       | Ulubiony aktor w telewizyjnym serialu familijnym                                                               | Tom Hiddleston | Wygrana   | [ 177 ]         |
| 2022 | British Academy Television Craft Awards                                   | Najlepsza muzyka oryginalna                                                                                    | Natalie Holt | Nominacja | [ 178 ]         |
| 2022 | Nagrody Amerykańskiego Stowarzyszeniebua Kompozytorów, Autorów i Wydawców | Najlepsza muzyka w produkcji telewizyjnej                                                                      | Natalie Holt | Nominacja | [ 179 ]         |
| 2022 | Nagrody Amerykańskiego Stowarzyszeniebua Kompozytorów, Autorów i Wydawców | Najlepszy temat przewodni w produkcji telewizyjnej                                                             | Natalie Holt | Nominacja | [ 179 ]         |
| 2022 | MTV Movie & TV Awards                                                     | Najlepszy program telewizyjny                                                                                  | Loki | Nominacja | [ 180 ]         |
| 2022 | MTV Movie & TV Awards                                                     | Najlepszy zespół aktorski                                                                                      | Owen Wilson, Sophia Di Martino, Tom Hiddleston | Wygrana   | [ 180 ]         |
| 2022 | MTV Movie & TV Awards                                                     | Przełomowa rola                                                                                                | Sophia Di Martino | Wygrana   | [ 180 ]         |
| 2022 | SDSA Awards                                                               | Najlepsze dekoracje i scenografia w godzinnym serialu fantasy lub fantastycznonaukowym                         | Claudia Bonfe, Kasra Farahani | Nominacja | [ 181 ]         |
| 2022 | Hollywood Critics Association TV Awards                                   | Najlepszy serial dramtyczny (streaming)                                                                        | Loki | Nominacja | [ 182 ]         |
| 2022 | Hollywood Critics Association TV Awards                                   | Najlepszy aktor w serialu dramtycznym (streaming)                                                              | Tom Hiddleston | Nominacja | [ 182 ]         |
| 2022 | Hollywood Critics Association TV Awards                                   | Najlepsza aktorka drugoplanowa w serialu dramtycznym (streaming)                                               | Sophia Di Martino | Nominacja | [ 182 ]         |
| 2022 | Hollywood Critics Association TV Awards                                   | Najlepszy aktor drugoplanowy w serialu dramtycznym (streaming)                                                 | Owen Wilson | Nominacja | [ 182 ]         |
| 2022 | Hollywood Critics Association TV Awards                                   | Najlepszy scenariusz w serialu dramtycznym (streaming)                                                         | Michael Waldron (za odcinek „Doniosła misja”) | Nominacja | [ 182 ]         |
| 2022 | Hollywood Critics Association TV Awards                                   | Najlepsza reżyseria w serialu dramtycznym (streaming)                                                          | Kate Herron (za odcinek „Podróż w nieznane”) | Nominacja | [ 182 ]         |
| 2022 | Dorian Awards                                                             | Najlepszy serial telewizyjny wyróżniający się wizulanie                                                        | Loki | Nominacja | [ 183 ]         |
| 2022 | Hugo Awards                                                               | Najlepsza prezentacja dramatyczna – krótka forma                                                               | Eric Martin, Kate Herron, Michael Waldron (za odcinek „Wariancja”) | Nominacja | [ 184 ]         |
| 2022 | Primetime Creative Arts Emmy Awards                                       | Najlepsza kompozycja muzyczna w serialu (oryginalna dramatyczna ścieżka dźwiękowa)                             | Natalie Holt | Nominacja | [ 185 ]         |
| 2022 | Primetime Creative Arts Emmy Awards                                       | Najlepszy oryginalny temat muzyczny                                                                            | Natalie Holt | Nominacja | [ 185 ]         |
| 2022 | Primetime Creative Arts Emmy Awards                                       | Najlepsze kostiumy w produkcji fantastycznonaukowej lub fantasy                                                | Christine Wada, Nora Pederson, Tamsin Costello, Carol Beadle (za odcinek „Doniosła misja”) | Nominacja | [ 185 ]         |
| 2022 | Primetime Creative Arts Emmy Awards                                       | Najlepsza scenografia w fabularnym programie kostiumowym lub fantasy (godzinnym lub dłuższym)                  | Claudia Bonfe, Kasra Farahani, Natasha Gerasimova (za odcinek „Doniosła misja”) | Nominacja | [ 185 ]         |
| 2022 | Primetime Creative Arts Emmy Awards                                       | Najlepsze zdjęcia w serialu godzinnym kręconym przy użyciu jednej kamery                                       | Autumn Durald Arkapaw (za odcinek „Lamentis”) | Nominacja | [ 185 ]         |
| 2022 | Primetime Creative Arts Emmy Awards                                       | Najlepszy montaż dźwięku w serialu komediowym lub dramatycznym (godzinnym)                                     | Adam Kopald, Anele Onyekwere, Brad Semenoff, David Acord, Ed Hamilton, Joel Raabe, John Roesch, Kyrsten Mate, Matthew Wood, Nashia Wachsman, Shelley Roden, Steve Slanec (za odcinek „Podróż w nieznane”)               | Nominacja | [ 185 ]         |
| 2022 | Saturn Awards                                                             | Najlepszy serial fantasy w mediach strumieniowych                                                              | Loki | Wygrana   | [ 186 ] [ 187 ] |
| 2022 | Saturn Awards                                                             | Najlepszy aktor w serialu dla mediów strumieniowych                                                            | Tom Hiddleston | Nominacja | [ 186 ] [ 187 ] |
| 2022 | Saturn Awards                                                             | Najlepszy gościnny występ w serialu dla mediów strumieniowych                                                  | Jonathan Majors | Nominacja | [ 186 ] [ 187 ] |